# Kanshi
Kanshi (jap. 漢詩, dt. „chinesisches Gedicht“) ist eine Gedichtform in Japan und im Gegensatz zum genuin japanischen Waka. Kanshi bezeichnet nicht nur die Form eines chinesischen Gedichts, sondern auch den Anteil der Japaner an diesem Kunstzweig.

## Anthologien
Wichtige japanische Anthologien, in denen japanische Dichter chinesische Kanshi von der Han- bis zur Tang-Dynastie formal und inhaltlich nachahmen:
- 751 Kaifūsō (懐風藻)
- 814 Ryōunshū (凌雲集)
- 818 Bunkashūreishū (文華秀麗集)
- 827 Keikokushū (経国集)

## Form
Kanshi können unterteilt werden in: Kotaishi (古体詩, „Gedichte alter Form“) und Kintaishi (近体詩, „Gedichte heutiger Form“).
- zu den Kotaishi gehören alle Kanshi, die vor der Tang-Zeit entstanden und alle Kanshi, deren Konstruktion, Aussprache und Metrum frei sind.
- zu den Kintaishi gehören alle Kanshi neuen Stils. Für sie gelten in Bezug auf die Konstruktion, Aussprache und das Metrum strenge Regeln. Sie können aus 4 Zeilen mit je 5, 6 oder 7 Moren, aus 8 Zeilen mit je 5 oder 7 Moren oder aus 12 Zeilen je 5 oder 7 Moren bestehen.